# Radio G !
Radio G! est une radio associative créée en 1981 à Angers. Elle s’appelait Radio Gribouille jusqu’en mai 2000. 

## Historique
À l'initiative de Jacques Arnaudeau à la suite de la victoire de François Mitterrand à la présidentielle de 1981, Gérard Rousseau, Dominique Guellec et Dominique Fremy (décédé en 2003) le rejoignent et ils sont les quatre premiers adhérents de l'A.A.E.C. (Association Angevine pour l'Extension des Communications, créée en juillet 1981). Après quelques mois de promotion et de discussion, ils émettent leur première émission le 5 octobre 1981. 
Le premier nom de la radio, Gribouille, fait suite à un vote des adhérents, de même que le second nom, Radio G!, après que la radio se soit relevée d'une quasi-faillite en 2000.

## Programmation
Sa programmation se compose d'émissions régulières et d'une programmation musicale éclectique, avec un penchant pour la découverte d'artistes locaux ou peu connus.

## Diffusion
Radio G! émet sur la ville d'Angers et à une quarantaine de kilomètres à la ronde sur la fréquence 101.5 FM. Elle est également disponible en streaming ainsi que sur des bouquets radios en ligne tels que Tune In, radio.fr ou encore, depuis avril 2016 dans le bouquet radios des box fibres du fournisseur SFR Numéricable.

## Affiliation
Radio G! est membre de la Fédération des Radios Associatives en Pays de la Loire (FRAP). Elle fait également partie du Syndicat National des Radios Libres (SNRL).